# Niko von Glasow
Niko von Glasow, né Brücher en 1960 à Cologne (Allemagne de l'Ouest), est un réalisateur et producteur de cinéma allemand.

## Biographie
Fondateur et directeur artistique de Palladio Film, von Glasow a commencé sa formation chez Rainer Werner Fassbinder, puis a travaillé pour plusieurs réalisateurs, dont Georg Stefan Troller, Hellmuth Costard, Alexander Kluge, Peter Zadek et Jean-Jacques Annaud. Il étude ensuite le cinéma à l'Université de New York et à la National Film School de Łód, en Pologne.
En 2008, il produit et réalise le long métrage documentaire NoBody's Perfect. Avec une touche humoristique sombre et aucune déférence pour le politiquement correct, NoBody's Perfect montre Niko von Glasow à la recherche de onze personnes nées handicapées comme lui, à cause des effets secondaires désastreux du thalidomide et prêtes à poser nues pour un calendrier. Le film a remporté le prix du film allemand du meilleur documentaire au Deutscher Filmpreis en 2009 et a été plébiscité dans le monde entier. Grâce au succès mondial du film, Niko a pu rencontrer divers hommes politiques et journalistes. Une campagne efficace a abouti à la décision du gouvernement allemand d'augmenter les indemnités mensuelles (qui représenteront plus de 2,7 milliards d'euros au cours des trente années suivantes) en faveur des 2 700 victimes survivantes du thalidomide en Allemagne.

## Carrière
Après ses études à l'École nationale de cinéma de Łódź, en Pologne, von Glasow réalise son premier long métrage, Wedding Guests, qui remporte le Prix de la critique allemande au Festival du film de Berlin. Ses autres projets sont Maries's Song (qui a remporté trois prix du cinéma allemand), avec Sylvie Testud, Edelweiss Pirates avec Bela B., Jan Decleir et Anna Thalbach et Les Rêveurs, réalisé par Tom Tykwer et coproduit par von Glasow.
En 2008, Niko convainc onze autres victimes de la thalidomide de se déshabiller pour une séance photo afin de réaliser un calendrier. NoBody's Perfect, le documentaire sur la réalisation de ce calendrier, remporte le prix du cinéma allemand et donne lieu à une puissante campagne en faveur des victimes de la thalidomide.
Son prochain film, Tout ira bien, décrit la création d'une production théâtrale unique en son genre, écrite et développée par von Glasow. Le film passe dans les coulisses de la pièce et présente une merveilleuse distribution d'acteurs handicapés physiquement et mentalement.
Niko von Glasow est membre de BAFTA ainsi que de l'Académie européenne du cinéma et de la German Film Academy.

## Filmographie (sélection)
- 1990 : Hochzeitsgäste (court métrage)
- 1994 : Maries Lied: Ich war, ich weiß nicht wo
- 2004 : Les Pirates de l'Edelweiss
- 2007 : Menschen hautnah (1 épisode)
- 2008 : NoBody's Perfect (documentaire)
- 2012 : Alles wird gut (documentaire)
- 2012 : Lazy Lama (court métrage)
- 2013 : My Way to Olympia (en)[2] (documentaire)
- 2014 : P.O.V. (1 épisode)
- 2015 : Shoot Me. Kiss Me. Cut!
- Prochainement :[Quand ?] Ein Mädchen aus Tibet

## Récompenses et distinctions
- (en) Niko von Glasow: Awards, sur l'Internet Movie Database